# 大鰐町スキージャンプ台
大鰐町スキージャンプ台（おおわにまちスキージャンプだい）は、青森県南津軽郡大鰐町にあるスキージャンプ場。阿闍羅山の西斜面にある。通称は滝ノ沢シャンツェ（たきのさわシャンツェ）。大鰐町が所有し、大鰐町教育委員会が管理運営をしている。

## 概要
ノーマルヒルに分類されるジャンプ台で、K点90m、2004年導入のヒルサイズは100m。
バッケンレコードは2017年2月22日の第90回全日本学生スキー選手権大会で長峯寿樹が記録した101.0m。女子の記録は第65回全国高等学校スキー大会で丸山希が記録した93.5m。2015年の改修工事以前のバッケンレコードは2003年2月6日開催の第5回アジア冬季競技大会で船木和喜が記録した98.0m。
この他40m級のミディアムヒル（記念シャンツェ）と20m級のスモールヒル（あじゃらスモールシャンツェ）があり、スモールヒルは夏季の使用も可能であったが、どちらも現在は使われなくなっている。